# 小寺則職 (戦国時代)
小寺 則職（こでら のりもと）は、戦国時代の武将。小寺氏の当主。播磨姫路城主、御着城主。

## 人物
明応4年（1495年）播磨姫路城主・小寺政隆（まさたか）の子として生まれる。政隆は永正16年（1519年）、新たに御着城を築いてそこに居を移し、このとき則職は父に代わって姫路城主となる。
永正17年（1520年）、守護・赤松義村の命で、反抗する浦上村宗に従う武将・中村五郎左衛門討伐のために美作岩屋城へと出陣する。しかし浦上家臣・宇喜多能家の活躍や、友軍の赤松中務丞の寝返りもあって、遠戚の小寺祐職（すけもと）父子を戦死させるなど大敗を喫する。その後、赤松義村は浦上村宗に暗殺され、遺児となった赤松晴政も一時淡路国に落ち延びるなど浦上氏の西播磨での勢力が伸長する。この時の小寺氏は、政隆が晴政に伺候するなど赤松氏寄りの活動を続けており、享禄3年（1530年）播磨庄山城に詰めていた政隆は浦上村宗に攻められて戦死している。
享禄4年（1531年）、父に代わって御着城に入り名実ともに家督者となる。則職は赤松晴政とは距離を置いていたようで、天文7年（1538年）に尼子晴久が山名氏と提携して播磨に乱入した際には、晴政の籠城した高砂城の攻め手として出陣している。結果、晴政は再び淡路へと遁走している。その後も晴政と播磨国衆の対立は続いたが、子の広峰長職（ながもと）の介入もあり、天文9年（1540年）晴政は則職や明石正風ら播磨国衆と和睦して播磨復帰を果たしている。
天文14年（1545年）、御着城主を子の政職に譲って隠居した。没年は、小寺氏が織田氏・毛利氏の選択を迫られる最中の天正4年（1576年）とされる。
次男・長職は広峰高長の養子に、側室の子である三男・則治（のりはる）は明石郡小寺城主となっている。
播磨における「小寺則職」の発給文書は文明年間や文亀年間に既にあり、その当時の系譜上の小寺家当主は則職の祖父・豊職（とよもと）や父・政隆の時代に相当する。一説には小寺氏は三代に渡って「則職」の名を使用したのではないかともいう。